# 295935 Majia
295935 Majia è un asteroide della fascia principale. Scoperto nel 2008, presenta un'orbita caratterizzata da un semiasse maggiore pari a 2,1571108 au e da un'eccentricità di 0,2192159, inclinata di 3,38682° rispetto all'eclittica.